# Super League 2022-2023 (pallavolo maschile, Inghilterra)
La Super League 2022-2023, 44ª edizione della massima serie del campionato inglese di pallavolo maschile si è svolta dal 1º ottobre 2022 all'8 aprile 2023: al torneo hanno partecipato dieci squadre di club inglesi e la vittoria finale è andata per la seconda volta consecutiva alla Durham University.

## Regolamento

### Formula
Le squadre hanno disputato un girone all'italiana, con gare di andata e ritorno. Al termine della regular season:
- la squadra prima classificata ha ottenuto il titolo di Campione d'Inghilterra;
- la squadra nona classificata ha disputato lo spareggio promozione-retrocessione con la seconda classificata della Division 1, in gara unica: la vincente ha ottenuto o mantenuto il diritto di partecipazione alla Super League;
- l'ultima classificata è stata retrocessa in Division 1[2].

### Criteri di classifica
Se il risultato finale è stato di 3-0 o 3-1 sono stati assegnati 3 punti alla squadra vincente e 0 a quella sconfitta, se il risultato finale è stato di 3-2 sono stati assegnati 2 punti alla squadra vincente e 1 a quella sconfitta.
L'ordine del posizionamento in classifica è stato definito in base a:
- Punti;
- Ratio dei set vinti/persi;
- Ratio dei punti realizzati/subiti;
- Risultato degli scontri diretti[2].

## Squadre partecipanti
| Club                     | Stagione | Città                | Impianto                           | Stagione precedente     |
| ------------------------ | -------- | -------------------- | ---------------------------------- | ----------------------- |
| Durham University        | dettagli | Durham               | Graham Sports Centre               | Campione di Inghilterra |
| Leeds                    | dettagli | Leeds                | The Ruth Gorse Academy             | 9ª in Super League      |
| Malory Eagles            | dettagli | Londra               | Ernest Bevin College               | 2ª in Super League      |
| Newcastle Staffs         | dettagli | Newcastle-under-Lyme | Sir Stanley Matthews Sports Centre | 4ª in Super League      |
| Polonia London           | dettagli | Londra               | Northolt High school               | 5ª in Super League      |
| Richmond Docklands       | dettagli | Londra               | Kingston College Arena             | 3ª in Super League      |
| Sheffield                | dettagli | Sheffield            | All Saints Sports Centre           | 8ª in Super League      |
| Sunderland               | dettagli | Sunderland           | Sunderland College                 | 6ª in Super League      |
| Team Essex               | dettagli | Colchester           | University of Essex Sports Centre  | 7ª in Super League      |
| University of Nottingham | dettagli | Nottingham           | David Ross Sports Village          | 1ª in Division 1        |

## Torneo

### Regular Season

#### Risultati
| Partite |                                               |     |                                   |
|         |                                               |     |                                   |
| 01-10   | University of Nottingham - Malory Eagles      | 0-3 | 17-25, 22-25, 26-28               |
| 01-10   | Richmond Docklands - Newcastle Staffs         | 2-3 | 22-25, 25-23, 23-25, 25-17, 11-15 |
| 15-10   | Malory Eagles - Richmond Docklands            | 3-2 | 22-25, 19-25, 27-25, 25-21, 15-11 |
| 15-10   | Sheffield - University of Nottingham          | 1-3 | 17-25, 26-24, 22-25, 20-25        |
| 15-10   | Newcastle Staffs - Leeds                      | 3-0 | 25-19, 25-13, 25-20               |
| 15-10   | Durham University - Team Essex                | 3-0 | 25-12, 25-20, 27-25               |
| 22-10   | Malory Eagles - Sunderland                    | 3-0 | 25-17, 25-12, 25-22               |
| 22-10   | University of Nottingham - Durham University  | 1-3 | 21-25, 20-25, 25-15, 23-25        |
| 22-10   | Richmond Docklands - Sheffield                | 3-0 | 30-28, 25-18, 25-23               |
| 22-10   | Polonia London - Newcastle Staffs             | 3-1 | 23-25, 25-22, 25-22, 25-22        |
| 23-10   | Team Essex - Sunderland                       | 3-0 | 25-19, 25-21, 25-21               |
| 29-10   | University of Nottingham - Newcastle Staffs   | 3-1 | 25-19, 25-18, 21-25, 25-19        |
| 29-10   | Sheffield - Leeds                             | 1-3 | 23-25, 25-23, 17-25, 18-25        |
| 29-10   | Malory Eagles - Polonia London                | 2-3 | 25-21, 21-25, 25-19, 28-30, 14-16 |
| 29-10   | Richmond Docklands - Team Essex               | 3-0 | 26-24, 25-12, 25-18               |
| 30-10   | Sheffield - Newcastle Staffs                  | 2-3 | 29-27, 25-27, 26-28, 25-23, 12-15 |
| 05-11   | Newcastle Staffs - Malory Eagles              | 3-2 | 18-25, 25-22, 17-25, 25-20, 15-13 |
| 05-11   | Leeds - Durham University                     | 1-3 | 25-22, 20-25, 17-25, 12-25        |
| 05-11   | Polonia London - Sheffield                    | 3-1 | 23-25, 25-12, 25-17, 25-14        |
| 06-11   | Leeds - Polonia London                        | 0-3 | 17-25, 18-25, 16-25               |
| 06-11   | Sunderland - University of Nottingham         | 0-3 | 25-27, 17-25, 19-25               |
| 19-11   | Malory Eagles - Leeds                         | 3-0 | 25-21, 25-9, 25-20                |
| 19-11   | University of Nottingham - Richmond Docklands | 1-3 | 21-25, 21-25, 25-23, 25-27        |
| 19-11   | Durham University - Polonia London            | 3-0 | 25-19, 25-17, 26-24               |
| 20-11   | Team Essex - Leeds                            | 3-0 | 25-22, 25-23, 25-21               |
| 20-11   | Durham University - Sheffield                 | 3-0 | 25-15, 25-23, 25-13               |
| 26-11   | Durham University - Richmond Docklands        | 3-1 | 25-18, 19-25, 25-17, 25-21        |
| 26-11   | Leeds - University of Nottingham              | 3-2 | 15-25, 25-23, 16-25, 25-23, 15-12 |
| 26-11   | Polonia London - Team Essex                   | 3-0 | 25-17, 25-21, 25-14               |
| 27-11   | Sunderland - Richmond Docklands               | 0-3 | 13-25, 21-25, 16-25               |
| 27-11   | Team Essex - Polonia London                   | 2-3 | 25-22, 13-25, 27-25, 10-25, 13-15 |
| 03-12   | Durham University - Malory Eagles             | 3-0 | 25-23, 25-17, 25-17               |
| 03-12   | University of Nottingham - Polonia London     | 3-2 | 26-24, 25-18, 15-25, 24-26, 15-9  |
| 04-12   | Sunderland - Malory Eagles                    | 0-3 | 16-25, 15-25, 12-25               |
| 04-12   | Sheffield - Polonia London                    | 0-3 | 16-25, 21-25, 13-25               |
| 10-12   | Malory Eagles - Team Essex                    | 3-0 | 29-27, 25-14, 25-11               |
| 10-12   | Sheffield - Durham University                 | 0-3 | 14-25, 15-25, 15-25               |
| 10-12   | Newcastle Staffs - University of Nottingham   | 1-3 | 25-17, 23-25, 24-26, 19-25        |
| 10-12   | Polonia London - Richmond Docklands           | 3-2 | 24-26, 25-20, 25-17, 25-27, 15-6  |
| 11-12   | Team Essex - Durham University                | 0-3 | 19-25, 16-25, 10-25               |
| 11-12   | Sunderland - Leeds                            | 3-2 | 25-22, 20-25, 25-17, 18-25, 15-9  |
| 14-01   | Malory Eagles - Sheffield                     | 3-0 | 25-17, 25-13, 25-15               |
| 14-01   | Durham University - Sunderland                | 3-0 | 25-14, 25-15, 25-23               |
| 14-01   | Newcastle Staffs - Richmond Docklands         | 3-2 | 25-18, 23-25, 25-23, 22-25, 15-11 |
| 14-01   | Polonia London - Leeds                        | 3-0 | 25-9, 25-21, 25-13                |

| Partite |                                               |     |                                   |
|         |                                               |     |                                   |
| 15-01   | Team Essex - Sheffield                        | 3-0 | 25-20, 25-18, 25-17               |
| 15-01   | Richmond Docklands - Leeds                    | 3-1 | 25-14, 25-18, 27-29, 25-10        |
| 15-01   | Sunderland - Durham University                | 1-3 | 27-25, 15-25, 20-25, 14-25        |
| 21-01   | Malory Eagles - Durham University             | 3-2 | 20-25, 25-23, 28-30, 27-25, 15-12 |
| 21-01   | University of Nottingham - Sheffield          | 3-0 | 25-17, 27-25, 25-14               |
| 21-01   | Leeds - Newcastle Staffs                      | 0-3 | 20-25, 21-25, 19-25               |
| 22-01   | Sunderland - Polonia London                   | 0-3 | 12-25, 12-25, 13-25               |
| 04-02   | Newcastle Staffs - Sunderland                 | 3-2 | 25-13, 25-21, 16-25, 20-25, 15-11 |
| 04-02   | Team Essex - University of Nottingham         | 0-3 | 20-25, 16-25, 21-25               |
| 11-02   | Sheffield - Team Essex                        | 0-3 | 19-25, 19-25, 19-25               |
| 11-02   | Durham University - University of Nottingham  | 3-0 | 25-18, 25-21, 25-21               |
| 11-02   | Newcastle Staffs - Polonia London             | 0-3 | 18-25, 12-25, 18-25               |
| 12-02   | Sunderland - Team Essex                       | 2-3 | 25-19, 22-25, 24-26, 25-21, 12-15 |
| 18-02   | Newcastle Staffs - Durham University          | 1-3 | 23-25, 19-25, 25-23, 14-25        |
| 18-02   | University of Nottingham - Team Essex         | 3-1 | 25-20, 23-25, 25-20, 25-21        |
| 18-02   | Richmond Docklands - Malory Eagles            | 0-3 | 18-25, 22-25, 23-25               |
| 18-02   | Polonia London - Sunderland                   | 3-1 | 25-16, 25-13, 20-25, 25-17        |
| 19-02   | Richmond Docklands - Sunderland               | 3-2 | 25-22, 25-18, 14-25, 20-25, 15-13 |
| 19-02   | Team Essex - Newcastle Staffs                 | 2-3 | 23-25, 25-17, 25-23, 14-25, 9-15  |
| 04-03   | Malory Eagles - Newcastle Staffs              | 3-2 | 22-25, 23-25, 25-14, 25-22, 15-11 |
| 04-03   | University of Nottingham - Sunderland         | 3-0 | 25-20, 25-22, 25-16               |
| 04-03   | Durham University - Leeds                     | 3-0 | 25-13, 25-19, 25-11               |
| 05-03   | Sheffield - Sunderland                        | 3-1 | 18-25, 25-14, 25-23, 25-18        |
| 05-03   | Team Essex - Richmond Docklands               | 2-3 | 25-27, 22-25, 25-19, 25-16, 10-15 |
| 11-03   | Newcastle Staffs - Sheffield                  | 3-1 | 25-16, 25-15, 21-25, 25-18        |
| 11-03   | Leeds - Team Essex                            | 1-3 | 23-25, 25-27, 25-19, 15-25        |
| 11-03   | Richmond Docklands - University of Nottingham | 3-2 | 24-26, 25-15, 25-19, 21-25, 15-12 |
| 11-03   | Polonia London - Durham University            | 1-3 | 19-25, 19-25, 26-24, 19-25        |
| 12-03   | Richmond Docklands - Durham University        | 1-3 | 25-20, 20-25, 16-25, 19-25        |
| 12-03   | Leeds - Sheffield                             | 3-0 | 26-24, 25-18, 25-23               |
| 18-03   | Sheffield - Malory Eagles                     | 0-3 | 17-25, 19-25, 17-25               |
| 18-03   | Durham University - Newcastle Staffs          | 3-0 | 25-22, 25-19, 25-22               |
| 18-03   | University of Nottingham - Leeds              | 3-0 | 25-20, 25-9, 25-22                |
| 19-03   | Sunderland - Newcastle Staffs                 | 3-0 | 25-18, 25-19, 25-22               |
| 19-03   | Leeds - Malory Eagles                         | 0-3 | 13-25, 16-25, 13-25               |
| 25-03   | Leeds - Richmond Docklands                    | 1-3 | 17-25, 14-25, 26-24, 22-25        |
| 25-03   | Polonia London - University of Nottingham     | 3-0 | 25-19, 25-23, 25-17               |
| 25-03   | Newcastle Staffs - Team Essex                 | 3-2 | 20-25, 23-25, 25-21, 25-22, 15-13 |
| 26-03   | Sheffield - Richmond Docklands                | 0-3 | 21-25, 17-25, 11-25               |
| 26-03   | Malory Eagles - University of Nottingham      | 3-1 | 25-20, 25-21, 23-25, 27-25        |
| 01-04   | Leeds - Sunderland                            | 3-0 | 25-17, 25-23, 25-17               |
| 01-04   | Richmond Docklands - Polonia London           | 2-3 | 21-25, 25-15, 20-25, 26-24, 15-17 |
| 02-04   | Team Essex - Malory Eagles                    | 0-3 | 23-25, 21-25, 20-25               |
| 02-04   | Sunderland - Sheffield                        | 3-1 | 25-21, 23-25, 25-20, 25-20        |
| 08-04   | Polonia London - Malory Eagles                | 3-2 | 25-20, 19-25, 20-25, 25-19, 15-10 |

#### Classifica
| Pos. | Squadra                  | Pt | G  | V  | P  | SV | SP | Ratio | PF    | PS    | Ratio |
| ---- | ------------------------ | -- | -- | -- | -- | -- | -- | ----- | ----- | ----- | ----- |
| 1.   | Durham University        | 52 | 18 | 17 | 1  | 53 | 10 | 5,300 | 1 541 | 1 211 | 1,273 |
| 2.   | Malory Eagles            | 42 | 18 | 14 | 4  | 48 | 19 | 2,526 | 1 589 | 1 328 | 1,197 |
| 3.   | Polonia London           | 41 | 18 | 15 | 3  | 48 | 22 | 2,182 | 1 608 | 1 353 | 1,188 |
| 4.   | Richmond Docklands       | 32 | 18 | 10 | 8  | 42 | 33 | 1,273 | 1 660 | 1 578 | 1,052 |
| 5.   | University of Nottingham | 31 | 18 | 10 | 8  | 37 | 30 | 1,233 | 1 531 | 1 452 | 1,054 |
| 6.   | Newcastle Staffs         | 24 | 18 | 10 | 8  | 36 | 39 | 0,923 | 1 606 | 1 633 | 0,983 |
| 7.   | Team Essex               | 21 | 18 | 6  | 12 | 27 | 39 | 0,692 | 1 366 | 1 517 | 0,900 |
| 8.   | Leeds                    | 12 | 18 | 4  | 14 | 18 | 45 | 0,400 | 1 213 | 1 485 | 0,817 |
| 9.   | Sunderland               | 11 | 18 | 3  | 15 | 18 | 48 | 0,375 | 1 279 | 1 514 | 0,845 |
| 10.  | Sheffield                | 4  | 18 | 1  | 17 | 10 | 52 | 0,192 | 1 200 | 1 522 | 0,788 |

      Campione d'Inghilterra
      Ammessa allo spareggio promozione-retrocessione
      Retrocessa in Division 1

### Spareggio promozione-retrocessione
| Gara unica |                            |     |                                   |
|            |                            |     |                                   |
| 13-05      | Sunderland - Black Country | 3-2 | 25-23, 18-25, 25-21, 21-25, 15-13 |